# Jessica Harper
Jessica Harper (Chicago, 10 de outubro de 1949) é uma atriz, produtora, compositora e cantora americana. É mais conhecida por seu papel como Suzy Bannion no filme Suspiria (1977), de Dario Argento.

## Biografia
Jessica Harper nasceu em Chicago, Illinois, filha de Eleanor e Paul Church Harper, jr.. Tem cinco irmãos, um gêmeo, William Harper, Sam Harper, Charles Harper, Lindsay DuPont e Diana Harper. Frequentou o North Shore Country Day School e Sarah Lawrence College.

## Carreira
Harper já apareceu em mais de 20 filmes. Alguns dos mais notáveis foram o clássico de terror Suspiria em 1977, interpretando Suzy Bannion, My Favorite Year em 1982 como K. C. Downing. Foi dirigida em 1974 por Brian de Palma no filme Phantom of the Paradise como Phoenix, Inserts em 1974 e em 1981 na continuação de The Rocky Horror Picture Show,  Shock Treatment como Janet Majors, produção em que ela também canta. Foi protagonista em Stardust Memories, filme de 1980 de Woody Allen.
Já escreveu 11 livros para crianças e em dezembro de 2010, ela lançou um livro de receitas intitulado: The Crabby Cook Cookbook: Recipes and Rants.